# Виктор Суворов
Ви́ктор Суво́ров (настоящее имя — Влади́мир Богда́нович Резу́н; род. 20 апреля 1947, Барабаш, Приморский край) — писатель в области исторического ревизионизма.
Бывший сотрудник легальной резидентуры ГРУ СССР в Женеве. В 1978 году бежал в Великобританию. В СССР, по собственным словам и согласно интервью бывшего начальника ГРУ, был заочно приговорён к смертной казни.
В своих военно-исторических книгах предложил альтернативную концепцию роли СССР во Второй мировой войне. Предложенная концепция и методы её обоснования вызвали многочисленные дискуссии и критику в исторических и общественных кругах.
Первая и наиболее известная книга по данной теме — «Ледокол». Суворов также написал ряд художественных книг о советской армии, военной разведке и предвоенной истории СССР. Согласно «Новым Известиям», тиражи некоторых книг Суворова превышают миллион экземпляров.

## Биография

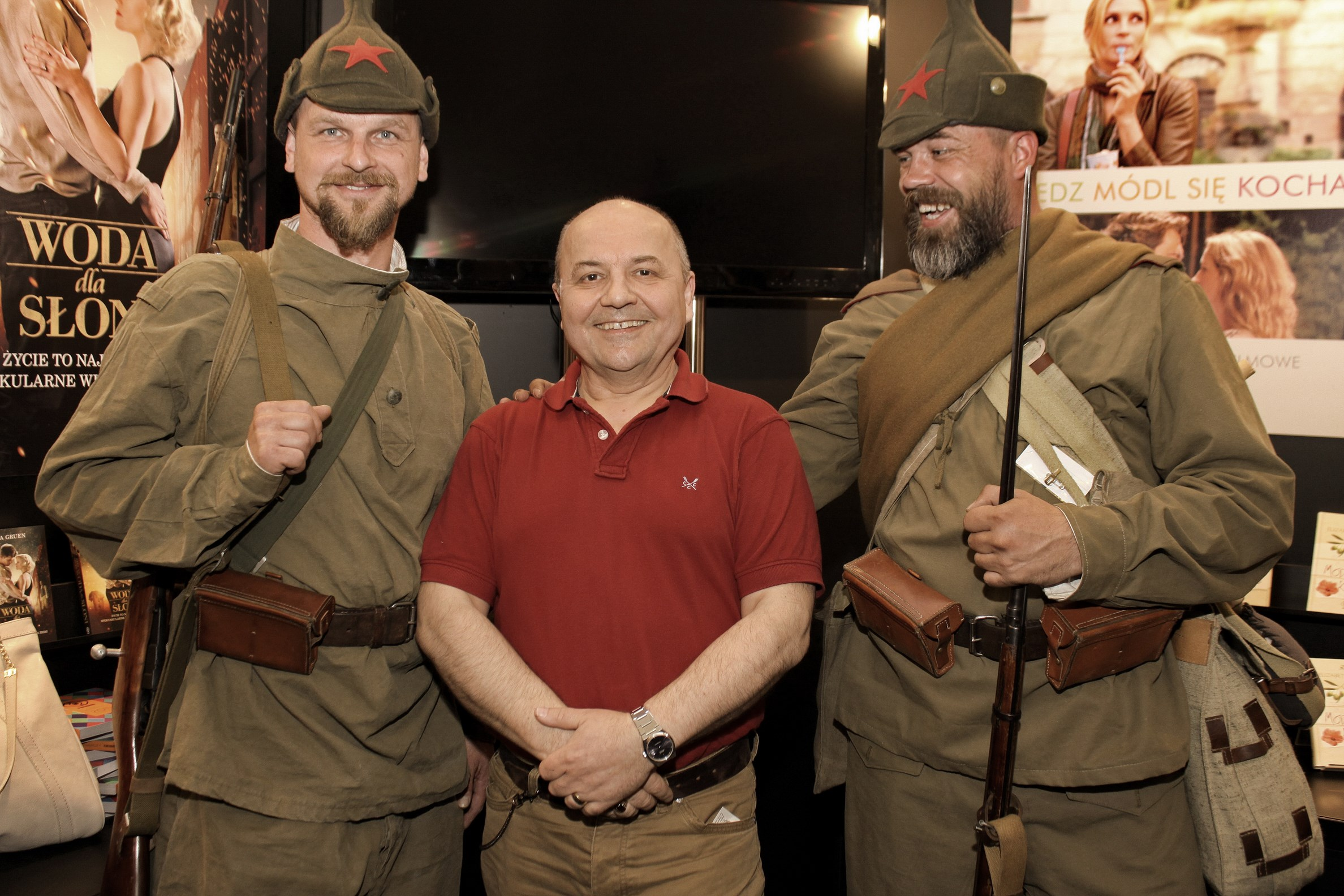
Виктор Суворов в Варшаве 2011 год

Родился 20 апреля 1947 года в селе Барабаш Приморского края в семье военнослужащего.
Отец — Богдан Васильевич Резун — ветеран Великой Отечественной войны, украинец, мать Вера Спиридоновна Резун (Горевалова) — русская. По собственным утверждениям, считает себя, жену и детей украинцами.
В первый класс пошёл в посёлке Славянка (Приморский край), затем учился в посёлке Барабаш. В 1957 году, окончив четыре класса, в возрасте 11 лет поступил в Воронежское суворовское военное училище с семилетним сроком обучения. В 1963 году училище расформировали, а учащихся, в том числе и Резуна, перевели в Калининское суворовское военное училище. В 1965 году Резун окончил Калининское училище и был принят без экзаменов на второй курс Киевского высшего общевойскового командного училища имени М. В. Фрунзе, которое окончил с отличием.
В 19 лет вступил в КПСС. По собственному утверждению, документально не подтверждённому, участвовал в операции по вводу войск на территорию Чехословакии. По возвращении (в 1968 году) получил первое назначение — на должность командира танкового взвода в 145-м гвардейском учебном мотострелковом Будапештском полку 66-й гвардейской учебной мотострелковой дивизии в городе Черновцы Прикарпатского военного округа. В 1968—1970 годы служил в Прикарпатском военном округе на должности, связанной с разведкой.
С 1970 года — в номенклатуре ЦК КПСС, куда попал по протекции командующего Прикарпатским военным округом генерал-лейтенанта танковых войск (позже — генерала армии) Геннадия Обатурова, известного подавлением антикоммунистических выступлений в Венгрии (1956) и Чехословакии (1968). В 1970—1971 годы был офицером разведывательного отдела штаба Приволжского военного округа (в г. Куйбышеве).
В 1971—1974 годы учился в Военно-дипломатической академии. Четыре года работал в женевской резидентуре ГРУ сотрудником легальной резидентуры военной разведки под прикрытием Постоянного представительства СССР при Европейском отделении ООН. В разных источниках фигурируют два варианта его последнего воинского звания. Так, согласно автобиографической книге «Аквариум», он получил во время работы в резидентуре звание майора.  Это же звание назвал в интервью газете «Красная Звезда» начальник ГРУ генерал-полковник Евгений Тимохин. С другой стороны, его непосредственный начальник капитан 1-го ранга Валерий Калинин опубликовал в 1993 году статью, в которой назвал Резуна капитаном, причём в 2009 году Резун, цитируя статью Калинина в своём открытом письме издательству «АСТ», эти слова не опровергал.
10 июня 1978 года вместе с женой и двумя детьми исчез из своей женевской квартиры. По версии самого Резуна, он пошёл на контакт с британской разведкой из-за того, что его хотели сделать «козлом отпущения» за крупный провал в работе женевской резидентуры. По другим версиям, он был завербован британской разведкой (при непосредственном участии главреда «Военного ревю», офицера МИ-6 Роналда Ферлонга) или даже выкраден.
28 июня 1978 года английские газеты сообщили, что Резун вместе с семьёй находится в Англии.
С 1981 года занимается писательской деятельностью под псевдонимом Виктор Суворов, причём первые три книги написал на английском языке. Выбор псевдонима автор объясняет тем, что его издатель порекомендовал ему выбрать русскую фамилию из трёх слогов, вызывающую небольшую «военную» ассоциацию у западного читателя. По словам Резуна, он преподаёт тактику и военную историю в одной из британских военных академий; проживает в Бристоле.
Утверждал в своих книгах и интервью, что был заочно приговорён в СССР к смертной казни. По словам Н. А. Петухова, заместителя председателя Верховного суда РФ, это заявление не имеет под собой никакого основания: Резуна не только не приговаривали, его дело даже не передавалось в суд. Он упомянул о том, что в 1985 году был заочно осуждён к смертной казни за измену Родине разведчик Олег Гордиевский, но, по его словам, «больше подобных приговоров в новейшей истории Военной коллегии не было». Существуют свидетельства и противоположного характера. Из интервью начальника ГРУ генерал-полковника Ф. И. Ладыгина газете «Комсомольская правда» (14.08.1999) подполковнику И. Черняку, вопрос военного спецкора: «Я слышал, Суворов-Резун приговорён к высшей мере…» Ответ начальника ГРУ: «Заочно — да. Был суд».
В 1994 году пресс-служба Военной коллегии Верховного суда России распространила сообщение о том, что Военная коллегия Верховного суда СССР, военные трибуналы и суды СССР и РФ не рассматривали уголовного дела по обвинению Владимира Резуна в измене Родине (ст. 64 УК РСФСР) и его заочно не осуждали.
Сотрудничает с украинским информационным агентством УНИАН. Открыто поддерживает Партию независимости Соединённого Королевства.
В 2014 году выступил с однозначной поддержкой Украины в конфликте на Донбассе.

### Семья
- Дед — Василий Андреевич Резунов (позднее сменил фамилию на Резун) (1892 — 05.02.1978) всю жизнь проработал кузнецом в колхозе имени Шевченко в Днепропетровской области, Солонянский район, проживал на хуторе Садовом. Участвовал в Первой мировой войне. По словам Резуна, его дед «…был махновцем, всю жизнь скрывал это, советскую власть ненавидел очень и очень люто»[17]. Умер 5 февраля 1978 года (по книге «Аквариум», дед Резуна прожил 93 года).
- Отец — Богдан Васильевич Резун (1921 — декабрь 1998), военный, артиллерист. Служил в 72-м гвардейском миномётном ордена Александра Невского полку 5-й армии Дальневосточного военного округа. Уволен из армии в 1959 году в звании майора. Работал директором кинотеатра[34]. Умер в декабре 1998 года.
- Мать — Вера Спиридоновна Резун (Горевалова), 1918 г. р., во время Великой Отечественной войны перевязочная сестра 3329-го полевого эвакуационного госпиталя 1-го Прибалтийского фронта[35].
- Брат — Александр Богданович Резун, 1945 г. р., военный. В течение 27 лет служил в ракетных войсках в Закавказском военном округе. Уволился в запас в 1991 году в звании подполковника.
- Жена — Татьяна Степановна (Корж), 1952 г. р. Женаты с 1971 года.
- Двое детей (дочь — Оксана, 1972 г. р., сын — Александр, 1976 г. р.), двое внуков.

Во время учёбы в Военно-дипломатической академии проживал с семьёй по адресу: Москва, Азовская ул., д. 15.

## Тематика исторических исследований и творчества
В своих историко-публицистических произведениях Виктор Суворов подверг коренному пересмотру и критике общепринятые в СССР взгляды на причины и предпосылки Второй мировой и Великой Отечественной войн, высказав гипотезу о причине нападения Германии на СССР и дав своё объяснение катастрофическому для СССР начальному периоду войны. В постсоветской России книги Суворова быстро завоевали популярность, чему способствовал их публицистический стиль, а также необычность концепции — изначально базировавшейся на официальных источниках информации, ссылки на которые в изобилии встречаются в книгах публицистических («Ледокол», «Последняя республика» и др.). По мнению Алексея Исаева (в своих книгах опровергавшего написанное Виктором Суворовым), популярность книг В. Суворова объясняется также и тем, что к послеперестроечному времени населению России надоели хронически уничижительные публикации о России и СССР, а Суворов, наоборот, писал о СССР противоположное, во многом хорошо характеризуя СССР: сильная армия; лучшая в мире — прогрессивная и передовая — военная техника; прекрасное и умелое руководство Сталина; слабость западных и прочих стран (как Германии с Японией, так и США, Британии, Франции). Кроме того, сообщалось о государственной поддержке издания его книг. В частности, писатель В. О. Богомолов, автор романа «В августе 44-го» писал: «Ещё в начале 1993 года мне стало известно, что издание в России книг перебежчика В. Б. Резуна („Суворова“) также инициируется и частично спонсируется (выделение бумаги по низким ценам) сверху».
В художественных произведениях, первыми из которых были «Аквариум» и «Освободитель», автор рассказывает об армии и военной разведке Советского Союза в автобиографической манере.
В 2008 году Резун участвовал в подготовке латвийского документального фильма «Советская история». Фильм получил приз Бостонского кинофестиваля «Mass Impact Award», который вручается фильмам, раскрывающим глобальные проблемы, влияющие на историю всего человечества., но получил отрицательную оценку историка А. Р. Дюкова, отметившего ряд подтасовок, как то: анонс фильма «Советская история» начинается с заявления: «Советский Союз помогал нацистской Германии разжигать Холокост. В фильме демонстрируются недавно раскрытые архивные документы, доказывающие это», хотя в действительности речь идёт о фальшивке, известной как «Генеральное соглашение о сотрудничестве между НКВД и гестапо», датируемой якобы 11 ноября 1938 года, где в заголовке документа говорится о «Главном управлении безопасности национал-социалистической рабочей партии Германии», которого никогда не существовало. Рейхсфюрером СС вместо Гиммлера назван Гейдрих. Якобы подписавший «соглашение» Мюллер представлен в звании бригадефюрер, хотя получил его только в 1940 году. К тому же 11 ноября 1938 года он находился в Берлине, где подводил итоги «хрустальной ночи», а никак не в Москве. Дюков считает, что эта «фальшивка была заимствована режиссёром из книги „Генералиссимус“ бывшего советского военного разведчика Владимира Карпова».

## Концепция Виктора Суворова и её оценка
По мнению Виктора Суворова, основной причиной Великой Отечественной войны стала политика Сталина, направленная на захват европейских государств, распространение «пролетарской революции» и установление социалистического порядка на всей территории Европы.
Виктор Суворов подверг критике устоявшуюся в советской и зарубежной исторической науке трактовку начального этапа Великой Отечественной войны. По его мнению, весной-летом 1941 года Красная армия готовилась к удару по Германии, который должен был быть нанесён в июле (ориентировочно 6 июля). Виктор Суворов утверждает, что этот советский план назывался Операция «Гроза». Суворов придерживается тезиса о превентивной войне Германии против СССР. Сокрушительные поражения, которые потерпела на первом этапе Красная армия, Суворов объясняет тем, что она была застигнута в последний момент перед нападением, а именно тем, что она готовилась к наступательной войне и не была готова к войне оборонительной.
Большинство академических историков (в первую очередь авторитетные западные историки) отвергают методы Суворова и его концепцию (характеристика отношения членов профессионального сообщества к работам Суворова доходит до эпитета «с презрением»). Критики Суворова обвиняют его в фальсификациях и лженаучности. Сторонниками тезиса о превентивной войне Германии против СССР являются историки Юрген Фёрстер, Эрнст Топич, Вернер Мазер, Йоахим Хоффманн, Ричард Ч. Раак, а также политолог Альберт Уикс. Ю. Г. Фельштинский полагает, что Суворов открыл до того неизвестный пласт истории. Убершар считает, что работы немецких историков и Суворова, где отрицается, что Германия напала неожиданно, не имеют большого значения. Ян Кершоу и Моше Левин полагают, что академическая поддержка Суворова исходит от маргинальных немецких историков.
Дэвид Гланц отмечает, что «Резун использовал один документ — документ, подписанный Жуковым 15 мая 1941 года, когда он занимал должность начальника Генерального штаба». И даёт оценку текста документа лишь как некоторого предложения: «В документе, который я видел в оригинале, предлагалось, чтобы Красная Армия начала упреждающее наступление против немцев, которые явно мобилизовались в восточной Польше. Тезис Суворова, очевидно, весьма утешителен для немецких историков сегодня, потому что он каким-то образом устраняет вину Германии за то, что она в первую очередь начала войну. Его приветствовали две группы: небольшая группа немецких историков и небольшая группа русских историков, которые готовы обвинить Сталина во всём плохом, что когда-либо происходило в мире». Дэвид Гланц характеризует тезис Суворова как «действительно миф», который «построен на фрагментарных свидетельствах, вырезанных из цельной ткани. Когда он проверяется на основании архивных материалов, которые описывают ветхое состояние Красной Армии в 1941 году, он просто не выдерживает критики»..
По мнению историка И. В. Павловой, высказанному в 2002 году касательно книги Суворова «Ледокол», «в его книге имеется немало ошибок. Но в целом его концепция представляется мне правильной».
Писатель-фронтовик Владимир Бушин резко критиковал творчество Суворова, обращая внимание на то, что и военный историк Дмитрий Волкогонов на страницах «Известий» тоже выступил с критикой. Так, по поводу «Соображений по развёртыванию Красной Армии на случай войны с Германией» от 15 мая 1941 года Бушин писал: «Да, кто-то где-то разыскал или изобрёл такое сочинение. На случай! Его никак нельзя назвать документом: оно написано от руки, под ним нет подписи ни наркома, ни начальника Генштаба, и в таком виде оно не было, не могло быть доложено Сталину, как уверяют некоторые авторы». Сам Суворов признавал, что подписей нет: «Под документом обозначены подписи Тимошенко и Жукова, но их собственноручных подписей нет».
В 2000 году Суворов выступил на кафедре военных исследований Королевского колледжа в Лондоне. По словам военного историка Д. Штахеля, которому довелось услышать то выступление,

«Он подробно рассказал об общем тезисе „Ледокола“, включая то, что, по его объяснению, представляет собой новое исследование. В целом, однако, я нашёл презентацию (как и его книгу) совершенно неубедительной и испытывающей крайнюю нехватку документальных доказательств для таких необычайных утверждений».
Оригинальный текст (англ.)«He spoke at length on the general thesis of Icebreaker and included what he explained to be new research. Overall, however, I found the presentation (as with his book) thoroughly unconvincing and sorely lacking in documentary evidence for such outlandish claims».

## Членство в организациях
- Почётный академик The International Academy of Sciences, Education, Industry and Arts
- Почётный член Международного Союза литераторов и журналистов[66]

## Судебное преследование
В январе 2024 года суд Ленинского района Могилёва Республики Беларусь признал «экстремистскими материалами» книгу «Беру свои слова обратно», в апреле — «День „М“. Когда началась Вторая Мировая война» и «Ледокол. Кто начал Вторую Мировую войну?».

## Произведения
Согласно ряду источников, книги Суворова переведены на более чем двадцать языков мира.
- «The Liberators» («Освободители») (1981) — книга с критикой Советской Армии; состоит из трёх частей: первая часть — о жизни курсантов в военном училище; вторая часть — об учениях «Днепр» (1967 год) и о службе офицеров Советской армии; третья часть — о советском вторжении в Чехословакию в 1968 году. Переиздана на русском языке под названием «Освободитель» (1986), позднее вышел расширенный вариант под названием «Рассказы освободителя» (2015).
- «Inside the Soviet Army» («Советская армия: взгляд изнутри») (1982) на русском языке не издавалась. Автор рассказывает об устройстве армии СССР — о системе приказов, калибрах различных видов оружия и т. д.
- «Soviet Military Intelligence» (1984), на русском языке не издавалась до 2016 года. Издана в расширенном и значительно дополненном виде под названием «Советская военная разведка».
- «Аквариум» (1985, новое, дополненное и переработанное издание вышло в 2016 году) — автобиографическая книга, а также книга о советском спецназе и ГРУ. Экранизирована в 1996 году (в главных ролях: Виктор — Юрий Смольский, Кравцов — Януш Гайос).
- «Ледокол» (1968—1981, новое, дополненное и переработанное издание вышло в 2014 году), до 1985 года издатели отказывались от её публикации, вышла частично в 1985—1986 годах, полностью — в 1989 году (на немецком языке), на русском языке в России — в 1992 году[73]. В ней представлена версия причин начала Второй мировой войны в жанре исторического ревизионизма.
- «Spetsnaz» («Спецназ») (1987)*  — книга о советском спецназе. В 2018 году на русском языке вышел расширенный вариант книги под тем же названием.
- «День „М“: Когда началась Вторая мировая война?» (1968—1993, новое, дополненное и переработанное издание вышло в 2013 году) — вторая книга сборника «Ледокол». «Днём „М“» автор называет день начала мобилизации, которая означает начало войны.
- «Контроль» (1994, новое, дополненное и переработанное издание вышло в 2015 году) — художественная книга, первая (из трёх) книга о Жар-птице (Жар-птица — псевдоним главной героини). Действие разворачивается в сталинском СССР, во время великой чистки.
- «Контроль» Сценарий фильма. (последняя правка от 20 февраля 2010 года)
- «Последняя республика» (1995; новое, доп. и перераб. изд. вышло в 2012 году) — первая часть трилогии «Последняя республика». Эту книгу можно считать третьей книгой сборника «Ледокол».
- «Выбор» (1997; новое, дополненное издание вышло в 2012 году) — художественная книга, вторая (из трёх) книга о Жар-птице (продолжение романа «Контроль»).
- «Очищение» (1998) — четвёртая книга сборника «Ледокол». В этой книге автор рассказывает о сталинской чистке офицерского состава Красной армии в 1937—1938 годах и утверждает, что масштабы и сила репрессий в армии преувеличены и что эта чистка не ослабила Красную армию, а наоборот усилила.
- «Самоубийство» (2000; новое доп. издание вышло в 2012 году) — пятая книга сборника «Ледокол». Название книги подразумевает, что нападение гитлеровской Германии на СССР было для неё (для Германии) равносильно самоубийству.
- «Тень победы» (2002; новое доп. издание вышло в 2016 году) — первая книга дилогии «Тень победы» с критикой маршала Г. К. Жукова.
- «Беру свои слова обратно» (2005; новое. перераб. изд. вышло в 2012 году) — вторая часть дилогии «Тень победы».
- «Святое дело» (2008; новое, дополненное издание вышло в 2013 году) — вторая книга трилогии «Последняя республика».
- «Главный виновник: Генеральный план Сталина по развязыванию Второй мировой войны» (2008, англ. The Chief Culprit: Stalin's Grand Design to Start World War II) — издана Военно-морским институтом США (англ. USNI)[74].
- «Разгром» (2010) — третья книга трилогии «Последняя республика».
- «Кузькина мать: Хроника великого десятилетия» (2011) — третья часть (хотя и выпущенная первой) из трилогии «Хроника великого десятилетия»; книга о последних годах правления Хрущева, Берлинском и Карибском кризисах, о полёте Гагарина и восстании в Новочеркасске.
- «Змееед» (2011) — приквел романов «Контроль» и «Выбор».
- «Против всех» (на Украине и в Болгарии книга вышла под названием «Её имя было Татьяна») (2013) — первая часть трилогии «Хроника великого десятилетия», приквел книги «Кузькина мать». Автор показывает свою точку зрения на период с конца 1940-х и до середины 1950-х годов.
- «Облом» (2014) — вторая часть трилогии «Кузькина мать». Повествует о событиях 1956 года, о Венгерском восстании и противостоянии Хрущёва и Жукова в борьбе за власть в СССР.
- «Советская военная разведка: Как работала самая могущественная и самая закрытая разведывательная организация XX века» (2016)
- «Спецназ» (2018)

### В соавторстве
1. «Золотой эшелон» (в соавторстве). — М.: Демократическая Россия, 1991. — 220 с., ISBN 5-7292-0001-3. Художественный роман-капустник, написанный рядом писателей, проживающих в Англии: Виктором Суворовым, Ириной Ратушинской, Владимиром Буковским, Игорем Геращенко и англичанином-славистом Майклом Ледином. Сюжет начинается с того, что в Одессе крадётся контейнер с мылом. В дальнейшем, для сокрытия всего нагромождённого поверх этой кражи вранья — единственным выходом становится свержение советской власти.
2. «Беседы с Виктором Суворовым» (в соавторстве с Д. С. Хмельницким). — М.: Яуза-пресс, 2010. — 400 с., Серия «Виктор Суворов: За и против». 5 000 экз., ISBN 978-5-9955-0107-7
3. «Гитлер-Победитель. Мог ли фюрер выиграть войну?» (в соавторстве с А. Исаевым, М. Барятинским и др). — М.: Яуза, Эксмо, 2010. — 317 с., Серия «Альтернативы Великой Отечественной». 5 000 экз., ISBN 978-5-699-44456-4
4. «Бей первым!» (в соавторстве с М. Солониным) / Сост. Д. С. Хмельницкий. — М.: Яуза-пресс, 2011. — 384 с., Серия «Правда Виктора Суворова». 4 000 экз., ISBN 978-5-9955-0249-4
5. «Союз звезды со свастикой. Встречная агрессия» (в соавторстве с А. Буровским). — М.: Яуза-пресс, 2011. — 480 с., Серия «Правда Виктора Суворова». 4 000 экз., ISBN 978-5-9955-0272-2
6. «Главная книга о Второй мировой» (в соавторстве с М. Солониным и М. Веллером). — М.: Яуза-пресс, 2011. — 544 с., Серия «Правда Виктора Суворова». 4 000 экз., ISBN 978-5-9955-0242-5
7. «„Про… войну!“: Как Сталин угробил Красную Армию и погубил СССР» (в соавторстве с М. Солониным). — М.: Яуза-пресс, 2012. — 416 с., Серия «Самые запретные книги о Второй мировой войне». — 3 000 экз., ISBN 978-5-9955-0441-2
8. «Упредить Гитлера! Сталин, бей первым!» (в соавторстве с М. Солониным, В. Бешановым). — М.: Яуза-пресс, 2012. — 480 с., Серия «Самые запретные книги о Второй Мировой». — 4 100 экз., ISBN 978-5-9955-0384-2
9. «Почему боятся Виктора Суворова? Книги, изменившие мир» (в соавторстве с М. Солониным, А. Буровским и др.). — М.: Яуза-пресс, 2012. — 350 с., Серия «Самые запретные книги о Второй Мировой». — 3 000 экз., ISBN 978-5-9955-0408-5
10. «Как Сталин развязал Вторую мировую войну» (в соавторстве с М. Солониным, А. Буровским и др.). — М.: Яуза-пресс, 2012. — 576 с., Серия «Самые запретные книги о Второй Мировой». — 4 000 экз., ISBN 978-5-9955-0381-1
11. «Великая Отечественная катастрофа»: Антология. (совместно с Ю. Мухиным, М. Солониным, М. Барятинским, М. Мельтюховым, М. Морозовым). — М.: Яуза, Эксмо, 2007. 384 с., Серия «Военно-исторический форум». 6 000 экз., ISBN 978-5-699-21324-5
12. «Первый удар Сталина 1941»: Антология / В. Суворов, А. Исаев, М. Барятинский. — М.: Яуза, Эксмо, 2011. — 352 с., Серия «Альтернативы Великой Отечественной». 5 000 экз., ISBN 978-5-699-43818-1
13. «1941: Совсем другая война»: Антология / В. Суворов, А. Исаев и др. Ред.-сост. Л. Незвинская. — М.: Яуза, Эксмо, 2011. 768 с., 4 000 экз., ISBN 978-5-699-50362-9
14. «Военно-исторический альманах Виктора Суворова. Выпуск 1» / В. Суворов и др. — М.: Добрая книга, 2012. — 3000 экз. ISBN 978-5-98124-583-1
15. «Военно-исторический альманах Виктора Суворова. Выпуск 2» / В. Суворов, Д. Хмельницкий, Д. Наджафов и др. — М.: Добрая книга, 2013. — 344 с., 3000 экз. ISBN 978-5-98124-628-9

### Публикации в британском военно-научном журнале
Во время холодной войны журнал британского военного исследовательского центра Королевского объединённого института оборонных исследований опубликовал две статьи Суворова:
- «Who was planning to attack whom in June 1941, Hitler or Stalin?» / by Viktor Suvorov. Journal of the Royal United Services Institute for Defence Studies; v.30, June, 1985, pp. 50-55[75]
- «Yes, Stalin was planning to attack Hitler in June 1941» / by Viktor Suvorov. Journal of the Royal United Services Institute for Defence Studies; v.31, June 1986, pp. 73-74[76]

Как пишет про эти статьи профессор кафедры истории Восточной Европы Констанцского университета Бианка Пиетров-Энкер, «хотя аргументация Суворова была настолько куцей, что критики даже поставили под сомнение „его способности как историка“, Гюнтер Гилльэссен выразил в той же „Франкфуртер Альгемайне Цайтунг“ мнение, будто гипотеза о советском упреждающем ударе по Германии в 1941 году приобрела некоторую убедительность».

### Фильмы с Виктором Суворовым
- Marsz wyzwolicieli, польский Архивная копия от 28 июля 2013 на Wayback Machine.
- «Последний миф» — 18-серийный документальный сериал, режиссёр Владимир Синельников (студия «Клото»).
- «Русский предатель в поисках счастья», режиссёр Василий Пичул (2004 год).

## Телевидение
- 2016 — В гостях у Дмитрия Гордона[78]

## Факты
- Трилогия «Тень Победы» задумывалась как трилогия и повсеместно называется именно[79][80][81][82] трилогией, однако третья книга по состоянию на сегодняшний день не написана.
- В 2014 году Виктор Суворов предсказывал, что Путин уйдёт не позже чем 23 июля 2015 года[83].
- Бывший заместитель резидента ГРУ в Женеве капитан 1-го ранга Валерий Калинин так отзывался о Резуне[18]:

«В общении с товарищами и в общественной жизни производил впечатление архипатриота своей родины и вооружённых сил, готового грудью лечь на амбразуру, как это сделал в годы войны Александр Матросов. В партийной организации среди товарищей выделялся своей чрезмерной активностью в поддержке любых инициативных решений, за что получил прозвище Павлика Морозова, чем очень гордился. Служебные отношения складывались вполне благополучно… По окончании командировки Резун знал, что его использование планировалось в центральном аппарате ГРУ».

## Интервью
- Эффект Суворова. Журнал «Огонёк», 1996
- Радио Свобода. Готовил ли Сталин депортацию евреев? 1999
- Выступление в программе «Обличчя Світу» украинского телеканала «Интер», 1999 (недоступная ссылка)
- «За идеи в России сейчас не убивают» («Новые известия», 1 сентября 2006)
- Агентами ГРУ остаются всю жизнь («Rzeczpospolita», Польша, 3 октября 2006)
- Мы не дураки! («Русская Германия», 1 августа 2008)
- Объяснение в истории  («Цена победы» 30 августа 2010)
- Чужое имя. Измена в мягком переплёте («Фильм канала „Россия“» 7 декабря 2010)
- Виктор Суворов: о фальсификациях истории войны
- «Виктор Суворов: Россию обмануть можно. Но так, чтобы никто не догадался. Ч.2»